# Желіхув (Лодзинське воєводство)
Желіхув (пол. Żelichów) — село в Польщі, у гміні Клюки Белхатовського повіту Лодзинського воєводства.
Населення — 40 осіб (2011).
У 1975-1998 роках село належало до Пйотрковського воєводства.

## Демографія
Демографічна структура станом на 31 березня 2011 року:
|          | Загалом | Допрацездатний вік | Працездатний вік | Постпрацездатний вік |
| -------- | ------- | ------------------ | ---------------- | -------------------- |
| Чоловіки | 22      | 3                  | 15               | 4                    |
| Жінки    | 18      | 5                  | 9                | 4                    |
| Разом    | 40      | 8                  | 24               | 8                    |